# My Name Is Barbra, Two...
My Name Is Barbra, Two... – szósty album amerykańskiej piosenkarki Barbry Streisand, wydany w 1965 roku przez Columbia Records.
Album jest kontynuacją płyty My Name Is Barbra i zawiera utwory użyte w programie telewizyjnym pod tym samym tytułem, który swą premierę miał w kwietniu 1965. Album promowały dwa single: „He Touched Me”, który był umiarkowanym sukcesem w USA, i „Second Hand Rose”, który wszedł na międzynarodowe listy przebojów.
Płyta dotarła do miejsca 2. na liście sprzedaży w USA i otrzymała certyfikat platynowej w tym kraju. Był to też pierwszy album Streisand, który wszedł na brytyjską listę sprzedaży (miejsce 6.).

## Lista utworów
Strona A
| 1. | „He Touched Me”                    | 3:10  |
|    |                                    |       |
| 2. | „The Shadow of Your Smile”         | 2:45  |
|    |                                    |       |
| 3. | „Quiet Night”                      | 2:25  |
|    |                                    |       |
| 4. | „I Got Plenty of Nothin’”          | 3:08  |
|    |                                    |       |
| 5. | „How Much of the Dream Comes True” | 3:05  |
|    |                                    |       |
| 6. | „Second Hand Rose”                 | 2:09  |
|    |                                    |       |
|    |                                    | 16:42 |
|    |                                    |       |
Strona B
| 1. | „The Kind of Man a Woman Needs” | 3:53  |
|    | |       |
| 2. | „All That I Want” | 3:48  |
|    | |       |
| 3. | „Where’s That Rainbow” | 3:39  |
|    | |       |
| 4. | „No More Songs for Me” | 2:53  |
|    | |       |
| 5. | Medley: a. „Second Hand Rose” b. „Give Me the Simple Life” c. „I Got Plenty of Nothin’” d. „Brother Can You Spare a Dime?” e. „Nobody Knows You When You're Down and Out” f. „Second Hand Rose” g. „The Best Things in Life Are Free” | 5:43  |
|    | |       |
|    | | 19:56 |
|    | |       |

## Notowania
| Kraj                              | Pozycja |
| --------------------------------- | ------- |
| Australia                         | 5       |
| Stany Zjednoczone (Billboard 200) | 2       |
| Wielka Brytania (UK Albums Chart) | 6       |

## Certyfikaty
| Kraj                     | Certyfikat      |
| ------------------------ | --------------- |
| Stany Zjednoczone (RIAA) | platynowa płyta |